# Emilius Lund
Emilius Lund (født 5. juni 1830 i København, død 7. april 1893 i Stockholm) var en dansk obovirtuos.
Uddannet til obospiller af Christian Schiemann fik han 1857 ansættelse i Hofkapellet i Stockholm og virkede i denne stilling til 1862. Senere var han flere år ansat ved Hofoperaen i Berlin, men optrådte desuden med bifald som solist på koncerter både i København (1862) og i udlandet. I nogen tid levede han i Leipzig, hvor han beskæftigede sig med komposition. Vinteren 1872-73 tilbragte han atter i København. Til sidst nedsatte han sig på ny i Stockholm, hvor han levede som anset lærer og leder af en musikskole og døde 7. april 1893.
Han har skrevet adskillige kompositioner, hvoraf omkring 30 udkom, deriblandt en obokoncert med orkester samt klaver- og sangkompositioner. En smuk koncertouverture af ham blev opført i Tivoli.
21. april 1860 ægtede han i Stockholm den talentfulde sopransangerinde Maximiliana Theodolinda Röske (født i Stockholm 3. juni 1836). Hun fulgte sin mand, da han forlod Stockholm og koncerterede med ham i København og udlandet. Efter hans død flyttede hun til København, hvor hun døde 6. juni 1895.